# Françoise de Longwy
Françoise de Longwy, est comtesse de Charny et de Buzançais, dame de Pagny, de Gevry et de Mirebeau. Décédée le 10 janvier 1562, à Saint-Germain-en-Laye (Yvelines)

## Biographie

### Origine
Fille de Jean IV de Longwy (cf. Neublans (> Seigneurs > toutes les branches), seigneur de Givry, baron de Pagny et de Mirebeau (qui meurt en 1520) et de Jeanne d'Angoulême (née vers 1490- morte entre 1531 et 1538), sœur illégitime de François Ier. Elle est donc la demi-nièce du roi. Elle a deux sœurs, Claude-Louise (abbesse de l'Abbaye Notre-Dame de Jouarre) et Jacqueline de Longwy (duchesse de Montpensier). Elle est la nièce de Claude de Longwy de Givry.

### Mariages et descendance
Le 10 janvier 1526, elle épouse Philippe Chabot, l'Amiral de Brion, seigneur de Brion, puis sire de Jarnac dont elle eut deux fils : 
- Léonor Chabot, dit Chabot-Charny, comte de Charny
- François Chabot, marquis de Mirebeau, seigneur de Brion et de Fontaine-Française, époux de Françoise de Lugny : Postérité vue à l'article consacré à son père, l'amiral Philippe Chabot de Brion.

ils eurent également quatre filles: 
- Françoise, mariée à Charles de La Rochefoucauld, baron de Barbezieux,
- Antoinette, femme de Jean VI d'Aumont, comte de Châteauroux , maréchal de France,
- Anne, dame de la reine Marie Stuart de 1562 à 1570, mariée à Charles de Hallwin, duc d'Hallwin, pair de France
- Jeanne, prieure de l'abbaye de Jouarre , puis, sur décision de la régente, abbesse du Paraclet de 1561 à sa mort, en 1592.

Puis en 1545, Jacques de Pérusse, seigneur des Cars :  
- Anne de Pérusse des Cars

## Sources
1. ↑  « Registres paroissiaux et d'état civil », sur archives.yvelines.fr (consulté le 12 avril 2025)